# Oligomer
A kémiában oligomerek alatt olyan molekulákat értünk, melyek korlátozott számú monomer egységből épülnek fel, szemben a polimerekkel, melyek elvileg végtelen sok ismétlődő egységből állhatnak. Innen az elnevezés: a görög ολιγος vagy oligosz szó jelentése „kevés”. A két monomerből álló oligomer a dimer, a háromból álló a trimer stb.
Az olajok nagy része (mint például a paraffin) is oligomer.
A biokémiában az oligomer szó olyan rövid, egyszálú DNS-darabokat jelent, melyek a DNS-hibridizációs eljárásokban általánosan elterjedtek. Emellett az elnevezés jelölhet két vagy több alegységből álló fehérjekomplexet is. Ilyenkor a heterooligomer kifejezés használatos, ha a komplexet több különböző fehérjealegység alkotja. Az egyféle alegységekből álló komplexeket homooligomereknek nevezzük.
Az oligomerizációs reakció során véges számú monomer kapcsolódik egymáshoz. Ez a véges szám a mai napig vita tárgya, legtöbbször 10 és 100 közé eső érték.[forrás?]
Ha az oligomer láncreakció során keletkezik, akkor telomernek nevezzük, a folyamatot pedig telomerizációnak. A telomer a biológiában a DNS ismétlődésekben gazdag szakasza, mely a kromoszómák végén található.

## Külső hivatkozások
- Polimerek szerkezete